# Filippo Maniero
Filippo Maniero (Legnaro, 11 settembre 1972) è un allenatore di calcio, dirigente sportivo ed ex calciatore italiano di ruolo attaccante, vice allenatore del Cjarlins Muzane.

## Carriera

### Giocatore

#### Calcio

##### Club

Maniero al Padova nel 1990

Cresciuto nella Legnarese, ha esordito tra i professionisti il 4 febbraio 1990, nelle file del Padova nella partita di Serie B contro il Pescara, conclusasi 1-1 proprio grazie a una rete da lui siglata all'82'. Debutta in Serie A l'11 novembre 1990 con la maglia dell'Atalanta, nella sconfitta 0-2 contro il Milan. Il primo gol arriva un anno dopo, l'8 dicembre 1991, indossando i colori dell'Ascoli.
Nel 1992 torna in Serie B al Padova e vi gioca tre stagioni, ottenendo nel 1994 la promozione in Serie A. Resta quindi in Veneto anche nel successivo campionato, concluso con 31 partite e 9 reti. La stagione successiva la gioca in Serie A con la Sampdoria, che nel settembre 1996 lo cede al Verona.
Nel 1997 è al Parma, con cui gioca 6 partite in Champions League. Nel gennaio del 1998 si accasa al Milan che lo acquista per 10 miliardi di lire, dove segna 3 volte in 13 incontri. In estate riparte dal Venezia, dove resta quattro anni, di cui uno in Serie B.
Seguono numerosi altri cambiamenti di maglia: nel 2002 è ancora in Serie B al Palermo, nel 2003 in A al Brescia, quindi ancora in B al Torino. Con i granata conquista la promozione in Serie A, annullata poi a tavolino dalla Federcalcio per il fallimento della società.
Rimane allora svincolato, fino a quando accetta l'offerta dei Rangers di Glasgow. Dopo quaranta giorni senza alcuna convocazione nemmeno per la panchina rescinde il contratto e si accasa alla Piovese, in Eccellenza e la porta in Serie D.
Nel 2006 gioca con la Legnarese la piccola squadra del suo paese natale in cui ha iniziato la carriera di calciatore. Al termine della stagione 2006-2007 decide di smettere con il calcio giocato, per via di un problema al ginocchio destro.
Dopo l'esperienza da vice-allenatore nella Piovese di Valeriano Fiorin e dopo aver subito un intervento al ginocchio destro, decide di tornare in campo nella stagione 2008-2009 sempre con la Legnarese. Nel novembre 2009 passa al Casalserugo in Prima Categoria. Alla fine della stagione 2009-2010 si ritira cominciando quella di allenatore.
Il 7 aprile 2008, allo Stadio Euganeo di Padova Maniero dà l'addio al calcio giocato insieme all'amico e collega Ivone De Franceschi con una partita a scopo benefico. Alla manifestazione dal nome "Padovani sempre" hanno partecipato colleghi, ma soprattutto amici dei due, tra i quali Alessandro Del Piero, Álvaro Recoba, Francesco Toldo, Giuseppe Galderisi, Angelo Di Livio, Amauri, Fabio Quagliarella, Nicola Legrottaglie, David Di Michele, Gianluca Falsini, Ciro Ferrara e molti altri.
Nonostante avesse dato l'addio al calcio professionistico, continuò a giocare in quello dilettantistico.

##### Nazionale
Conta quattro presenze nella nazionale under 21, nel biennio 1990-1992. Ha esordito il 26 settembre 1990 nella vittoria 1-0 sui pari età dei Paesi Bassi.

#### Beach soccer
Dopo il ritiro dal calcio professionistico, si è dedicato anche al beach soccer, come giocatore dell'Italia Beach Soccer, una rappresentativa nazionale formata per lo più da ex calciatori professionistici, che partecipa a tornei della Beach Soccer Golden League.

### Allenatore
Nel 2007 diviene vice-allenatore e osservatore tecnico del settore giovanile della Piovese di Valeriano Fiorin. Inoltre prende il patentino di base da allenatore.
Nella stagione 2010-2011 allena il Maserà, squadra di Maserà di Padova in Provincia di Padova che milita in Prima Categoria.
Nel giugno 2011 viene chiamato a guidare l'Abano formazione di Abano Terme che milita in Eccellenza. Debutta sulla panchina neroverde il 31 agosto, nella partita persa per (1-0) contro la Vigontina e valida per la Coppa Italia di categoria. Il 7 novembre 2012 viene esonerato dopo aver perso 2-0 contro il Villafranca Veronese (terza sconfitta nelle ultime cinque gare).
Il 16 dicembre 2013 l'Albignasego, società della provincia di Padova che milita in Prima Categoria, lo chiama a guidare la prima squadra in sostituzione del dimissionario Giuseppe Crivellaro. Debutta in campionato il 12 gennaio con una sconfitta per 3-2 contro il Borgoricco. L'11 maggio 2016, dopo due anni e mezzo, in comune accordo con la società, lascia la panchina granata dell'Albignasego.
Nell'estate del 2016, il San Martino, squadra di Saonara in provincia di Padova, militante in Seconda Categoria, lo chiama a guidare la prima squadra. Al termine della stagione, ottiene la promozione in Prima Categoria.
Nel 2017 diventa il nuovo tecnico dell'Aurora Legnaro in Prima Categoria. Al termine della stagione, viene riconfermato alla guida della squadra, dopo aver centrato il salto in Promozione. Il 9 novembre 2021, con la squadra ultima nel girone C della promozione, rassegna le dimissioni. 
A fine maggio 2022 il Due Stelle, società che disputerà il campionato veneto di Prima Categoria, annuncia di avergli affidato la conduzione tecnica della prima squadra per la stagione 2022-2023. La stagione non inizia in maniera positiva sicché il 25 ottobre seguente, dopo aver raccolto sette punti in sei giornate e con la squadra al nono posto in graduatoria, viene sollevato dall'incarico.
Nel luglio 2024 viene ufficializzato come vice allenatore del Cjarlins Muzane, club friulano appena ripescato in Serie D.

### Dirigente
Il 28 febbraio 2013 entra nel neonato Legnaro Calcio in qualità di dirigente facendo parte del direttivo, come responsabile dei campi da gioco.

## Palmarès

### Allenatore
- Seconda Categoria: 1

San Martino: 2016-2017 (girone L)
- Prima Categoria: 1

Aurora Legnaro: 2017-2018 (girone D)